# International Marine Contractors Association
International Marine Contractors Association (IMCA) è un'associazione internazionale di categoria che rappresenta le imprese attive nel settore dei lavori marittimi e subacquei offshore. È stata costituita a Londra nel 1995 dalla fusione delle preesistenti organizzazioni degli appaltatori subacquei (Association of Offshore Diving Contractors) e degli operatori di imbarcazioni di posizionamento dinamico (Dynamically Positioned Vessel Owners Association).
L'organizzazione, qualificata con status consultivo presso l'Organizzazione marittima internazionale, raggruppa circa 700 imprese di 60 diversi paesi ed ha come proprio obiettivo il miglioramento delle performances nel settore, sostenendone la regolamentazione e promuovendo la diffusione di buone pratiche con riferimento alla sicurezza ed alla tutela ambientale. È articolata in cinque sezioni su base geografica (Asia/Pacifico, Europa/Africa, Nord America, Medio Oriente/India, Sud America) ed in 11 commissioni tematiche.

## Pubblicazioni e standard
IMCA ha adottato nel tempo un'ampia raccolta di pubblicazioni, documenti informativi e standard tecnici ed operativi nel comparto di riferimento.
Promuove ed aggiorna, inoltre, gli standard e gli schemi di certificazione di riferimento internazionale per gli operatori e le aziende del posizionamento dinamico (DP/DPV) e dei sommozzatori e supervisori subacquei in campo offshore.